# 高腰車輪螺
高腰車輪螺（学名：Heliacus areola）为車輪螺科小輪螺屬下的一个种。